# Vallée de l'Utah
La vallée de l'Utah est une vallée du centre-nord de l'Utah située dans le comté d'Utah et considérée comme faisant partie du Wasatch Front. 
Elle contient les villes de Provo, Orem, Alpine, American Fork, Cedar Hills, Elk Ridge, Highland, Lehi, Lindon, Mapleton, Payson, Pleasant Grove, Salem, Santaquin, Saratoga Springs, Spanish Fork, Springville, Vineyard et Woodland Hills. 
Elle est connue familièrement sous le nom de « Happy Valley ».

## Géographie
Le lac Utah est un lac naturel d'eau douce peu profond qui occupe le centre de la vallée. Toutes les rivières de la vallée s'y jettent et lui-même se déverse dans la rivière Jordan au nord. Cette rivière se jette dans la vallée de Salt Lake par le Jordan Narrows, un col des Traverse Mountains. 
Les frontières géographiques de la vallée de l'Utah sont les suivantes : Traverse Mountains et West Traverse au nord, la chaîne Wasatch à l'est, le col Juab au sud et le col Goshen, des West Mountains, le lac Utah, les montagnes Lake et le col Cedar à l'ouest.
La géographie de la vallée de l'Utah, combinée à la prévalence de véhicules utilisant des combustibles fossiles, conduit à une mauvaise qualité de l'air dans l'Utah.